# 1066年
| 千纪： | 2千纪 |
| 世纪： | 10世纪 \| 11世纪 \| 12世纪                                                                                 |
| 年代： | 1030年代 \| 1040年代 \| 1050年代 \| 1060年代 \| 1070年代 \| 1080年代 \| 1090年代                           |
| 年份： | 1061年 \| 1062年 \| 1063年 \| 1064年 \| 1065年 \| 1066年 \| 1067年 \| 1068年 \| 1069年 \| 1070年 \| 1071年 |
| 纪年： | 丙午年（马年）；辽咸雍二年；北宋治平三年；西夏拱化四年；大理正德五年；越南龍章天嗣元年；日本治曆二年       |

## 大事记
- 中国
  - 辽道宗将国号从契丹恢复为辽。
  - 司马光呈宋英宗资治通鉴通志八卷。
  - 宋英宗迫使曹太后認可尊濮安懿王趙允讓為皇考濮安懿皇，但沒有獲得明確的皇帝尊號。
- 西亞
  - 塞爾柱帝國蘇丹召開忽里勒臺大會，席間正式宣布馬利克沙一世為其繼承人，並授予伊斯法罕為封地。
- 英国
  - 诺曼征服
    - 1月5日——英格兰国王忏悔者爱德华去世，贤人会议宣布哈罗德二世继承王位。
    - 1月6日——哈羅德二世在威斯敏斯特教堂加冕成為英格蘭國王，成為最後一位盎格魯撒克遜人的國王。
    - 约1月——哈罗德二世与威尔士君主格鲁夫菲德·埃普·利维林（Gruffydd ap Llywelyn）的遗孀埃尔德吉斯（Ealdgyth）成婚。
    - 3月20日——哈雷彗星到达近日点，为贝叶挂毯所记录。《宋史·天文志》亦有记录。[1]
    - 9月20日——挪威國王哈拉尔三世在富尔福德之战 中击败英格兰北部领主军队。
    - 9月25日——斯坦福桥战役，哈羅德二世击败挪威國王哈拉尔三世和哈罗德的兄长托斯蒂率领的挪威军队，哈拉尔三世戰死沙場。
    - 9月29日——诺曼底公爵威廉在佩文西登陆。
    - 10月14日——黑斯廷斯战役，威廉战胜英格蘭國王哈罗德二世征服英格兰。在英国，该场战役标志着黑暗时代或者中世纪前期的终结。
    - 12月25日——威廉一世在威斯敏斯特教堂加冕成為英格蘭國王。

## 出生
- 勃艮第的亨利，葡萄牙伯爵，勃艮第王朝创始人。（1112年去世，46岁）

## 逝世
- 1月5日——忏悔者爱德华，英格蘭國王（出生约1004年，62岁）
- 9月25日——哈拉尔三世，挪威國王（出生1015年，51岁）
- 9月25日——托斯蒂·戈德温森，哈罗德二世之兄
- 10月14日——哈罗德二世，英格蘭國王（出生约1022年，44岁）
- 苏洵，北宋诗人（出生1009年）
- 宋庠，宋祁之兄，曾连中三元（出生996年，70岁）